# Gabriele Tredozi
Gabriele Tredozi (Brisighella, Imola; 9 de septiembre de 1957) Debido a su afición por el mundo del automóvil, decidió que un día estaría implicado de alguna manera en la Fórmula 1. Esta pasión se tradujo entonces en el estudio de Ingeniería mecánica en la famosa escuela de ingenieros de la Universidad de Bolonia. Mientras todavía era un estudiante, él escuchó que la escudería Minardi estaba buscando ingenieros, y fue a realizar una entrevista a la sede central de Minardi en Faenza, la siguiente población siguiendo la carretera principal de Brisighella. Fue contratado inmediatamente, y hacia 1988 empezó a trabajar con la escudería como ayudante de ingeniero de carrera con Pierluigi Martini y Adrián Campos. Su relación de amistad con Martini tuvo una larga duración, pues fue su ingeniero durante cinco temporadas: entre 1989 y 1991, y de nuevo durante 1994 y 1995 cuando Martini volvió a su puesto de trabajo en Minardi y en la recién surgida BMS Scuderia Italia.
Entre sus dos periodos al lado de Martini, también hizo de ingeniero de pista de Christian Fittipaldi en 1992 y de Fabrizio Barbazza en 1993. Mantuvo su puesto de ingeniero hasta 1996, cuando cuidó de Pedro Lamy. En 1997, después de la salida de Aldo Costa hacia Ferrari, fue ascendido a coordinador técnico de la escudería. Fue responsable tanto del diseño como de la producción del coche, al igual que fue consejero técnico de pista, y se quedó con ese papel bajo el director técnico Gustav Brunner. Cuando Brunner se cambió de escudería para marcharse a Toyota en 2001, Tredozi se convirtió en director técnico en Faenza, donde controlaba el trabajo día a día de la oficina de diseño, al igual que el del personal técnico. Cuando Minardi fue comprado y se renombró como Scuderia Toro Rosso, se mantuvo allí hasta que fue sustituido por Alex Hitzinger hacia mediados de 2006.
Ahora mismo, se encarga del diseño del chasis del Hispania F110.
Con su esposa Claudia, tuvieron un hijo, Tommaso. Su principal afición es el ciclismo.